# Tope Oshin
Tope Oshin (Lagos, 10 de junio de 1979) es una cineasta nigeriana.

## Carrera
Inició su carrera dirigiendo cortometrajes y produciendo capítulos de series de televisión a comienzos de la década de 2010. En 2012 dirigió su primer largometraje, Journey to Self. A partir de entonces ha dirigido y/o producido seis películas más, dos documentales y una gran cantidad de series y capítulos de televisión.
En 2015, la revista Pulse la incluyó como una de las "nueve directoras nigerianas que hay que conocer" en la industria cinematográfica de Nollywood y en marzo de 2018, en conmemoración del Mes de la Historia de la Mujer, Tope fue reconocida por la plataforma digital OkayAfrica como una de las Mujeres Okay100. Esta campaña interactiva reconoce a las mujeres extraordinarias de África y de la diáspora por su impacto positivo en la comunidad africana.

## Filmografía

### Largometrajes
- 2018 - Up North
- 2018 - We Don't Live Here Anymore
- 2018 - New Money
- 2017 - InLine
- 2017 - The Wedding Party 2
- 2015 - Fifty
- 2012 - Journey to Self
- 2010 - Relentless

### Cortometrajes
- 2015 - Ireti
- 2014 - Crush Director
- 2013 - New Horizons
- 2013 - Till Death Do Us Part
- 2011 - The Young Smoker